# Фриборд

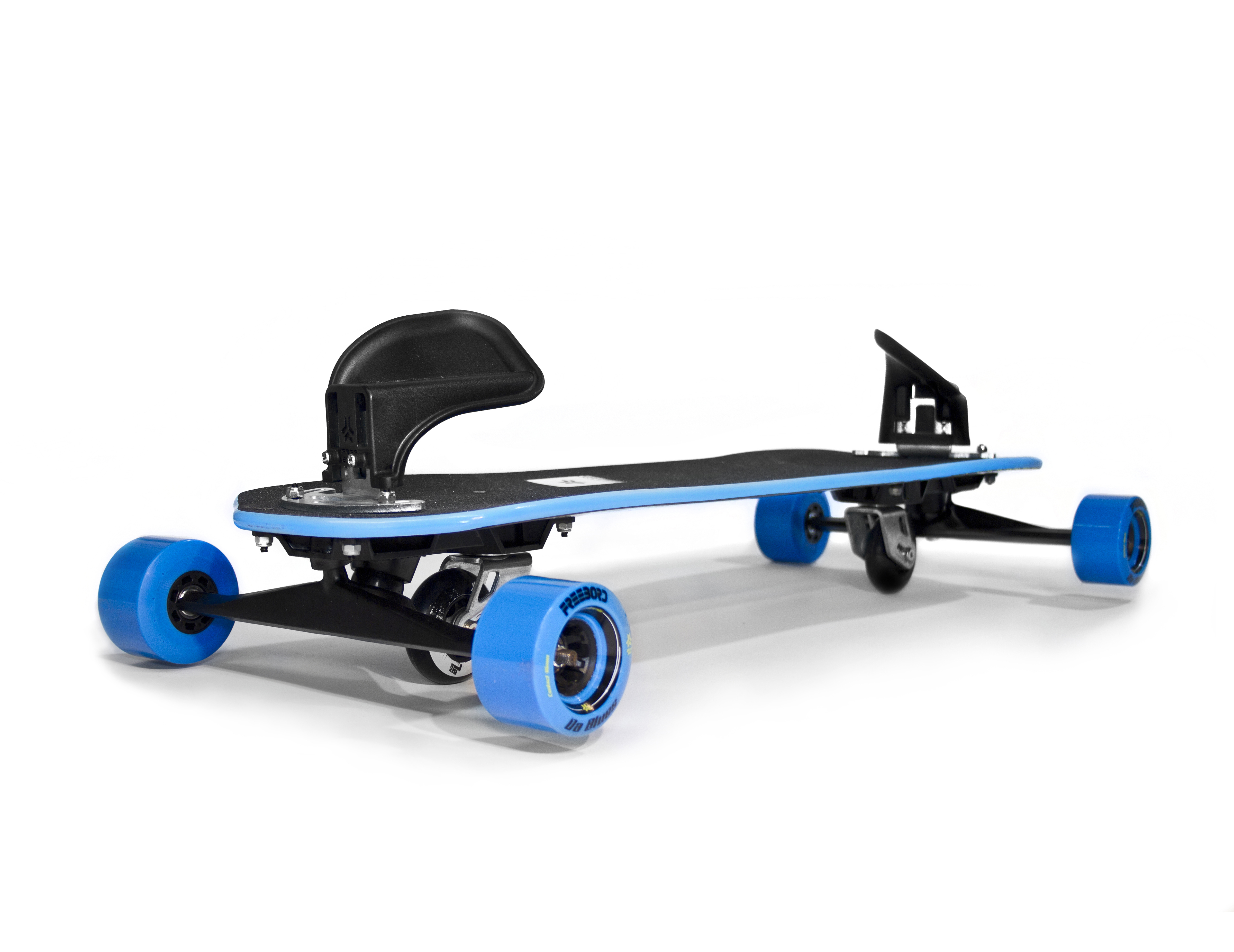

Фриборд (англ. freebord) представляет собой доску для катания по асфальту, имеющую шесть колёс. Четыре колеса конструкции расположены стандартно, как на скейтборде, но с более широкой подвеской. Ещё два колеса находятся в центре доски. Эти дополнительные колеса смонтированы чуть ниже, чем основные колеса, и могут свободно вращаться вокруг вертикальной оси. За счёт этой модификации фриборд имеет возможность кантоваться как сноуборд и производить вращение на 360° и более, без отрыва доски от земли, а также производить торможение путём выхода на передний и задний «кант».

## История
Идея создания фриборда принадлежит Стину Стрэнду, человеку который провёл все своё детство, катаясь на лонгборде в холмах Восточного залива в Северной Калифорнии. Стин начал заниматься сноубордингом в 1994 и был одержим идеей сделать «летний сноуборд», приспособленный для катания по асфальту.
Весной 1995 года Стин Стрэнд соорудил и протестировал прототип будущего «фриборда».
Официально рождением «летней доски» можно считать 2000 год, когда Стин со своим партнёром стали выпускать первые фриборды в гараже. Наконец-то был выбран нужный дизайн, и доски были готовы к продаже. «Первое время мы делали фриборды своими руками и катались всегда, когда выдавалась такая возможность» — говорит Стин.

## Виды фрибордов
На сегодняшний день фриборд выпускается на базе первой фристайл-модели Хponent-80 и представлена в трех ростовках:
75 см — самая маленькая, легкая и маневренная модель. Размер этой доски позволяет нарезать самые короткие дуги. Из-за своей малой длины доска классно подходит для агрессивных райдеров и для высокотехничного катания.
Оптимальна для райдеров ростом до 173 см.
80 см — доска легко управляема, несмотря на то, что чуть тяжелей x75. Эта доска универсальна и создана как для техничной, так и для более спокойной езды.
Предусмотрена для райдеров ростом от 172 до 186 см.
85 см — данная модель на сегодняшний день является самой крупной по габаритам. Эта крупная и широкая доска обеспечивает комфортное и техничное катание самым высоким райдерам.
Оптимальный рост райдера — от 185 см.
От первых более длинных моделей (серии Alpha) создатели доски отказались, так как они были неманевреные, а следовательно не давали возможности развитию фристайла при катании на фриборде.
АРХИВ МОДЕЛЕЙ:
Х-80 — соответственно 80-сантиметровая доска для фристайла. Подвески находятся на самых краях доски, а конкейвы отсутствуют как класс. Из-за небольшой длины легко входит в крутки и спокойно контролируется во время скольжений по перилам и граням. Иногда на ней выходят в парки, но там сложно раскрыть весь потенциал доски — ведь разгоняться отталкиваясь ногой крайне неудобно.
Alpha 112 — классическая доска -осталась практически без изменений. При установке креплений на ней можно прыгать, но все же подавляющее большинство райдеров предпочитает скоростные спуски. Подвески расположены аналогично лонгбордическим и скейтовым (то есть с отступом от тэйла и носа), и, как ни странно, присутствуют конкейвы.
Alpha 100 — это укороченная версия 112-см доски, являющаяся универсальной. Дэку можно брать от лонгборда, боковые колеса от него же, а центральные — от роликов.

## Фриборд в России
В России фриборд появился не так давно — около пяти лет назад. Но настоящий толчок к развитию этого вида спорта в России три года назад дала команда Rabbits Family, которая и сейчас занимается его активным продвижением. Количество катающихся на фриборде растет ежегодно и эта доска имеет все необходимые задатки для дальнейшего развития.
Официальный сайт фриборда в России: www.freebord.ru